# 캣 드루나
캣 드루나(Kat DeLuna, 1987년 11월 26일 ~ )는 미국의 싱어송라이터, 댄서이다.